# Leucopis diversa
Leucopis diversa är en tvåvingeart som beskrevs av Tanasijtshuk 1972. Leucopis diversa ingår i släktet Leucopis och familjen markflugor. Inga underarter finns listade i Catalogue of Life.